# Địa chất thủy văn
Địa chất thủy văn là một ngành khoa học nghiên cứu về nguồn gốc thành tạo, quy luật phân bố, tính chất vật lý và thành phần hóa học, động lực và động thái của nước dưới đất trong lịch sử của Trái Đất, nhằm sử dụng hợp lý những mặt hữu ích của chúng trong nền kinh tế quốc dân và khắc phục có hiệu quả những mặt có hại của chúng trong hoạt động kinh tế của con người.
Địa chất thủy văn có quan hệ mật thiết với các ngành khoa học khác như toán học, vật lý học, hóa học, thủy văn học, khí tượng học, khí hậu học, thổ nhưỡng học và các môn khoa học địa chất khác (thạch học, địa hóa học, địa mạo học, khoáng sản học, kiến tạo học,...)

### Địa chất thủy văn chung
- Domenico, P.A. & Schwartz, W., 1998. Physical and Chemical Hydrogeology Second Edition, Wiley. — Good book for consultants, it has many real-world examples and covers additional topics (e.g. heat flow, multi-phase and unsaturated flow). ISBN 0-471-59762-7
- Driscoll, Fletcher, 1986. Groundwater and Wells,  US Filter / Johnson Screens. — Practical book illustrating the actual process of drilling, developing and utilizing water wells, but it is a trade book, so some of the material is slanted towards the products made by Johnson Well Screens. ISBN 0-9616456-0-1
- Freeze, R.A. & Cherry, J.A., 1979. Groundwater, Prentice-Hall. — A classic text; like an older version of Domenico and Schwartz. ISBN 0-13-365312-9
- de Marsily, G., 1986. Quantitative Hydrogeology: Groundwater Hydrology for Engineers, Academic Press, Inc., Orlando Florida. — Classic book intended for engineers with mathematical background but it can be read by hydrologists and geologists as well. ISBN 0-12-208916-2
- LaMoreaux, Philip E., & Tanner, Judy T, biên tập (2001), Springs and bottled water of the world: Ancient history, source, occurrence, quality and use, Berlin, Heidelberg, New York: Springer-Verlag, ISBN 3-540-61841-4, truy cập ngày 13 tháng 7 năm 2010{{Chú thích}}:  Quản lý CS1: nhiều tên: danh sách biên tập viên (liên kết) Good, accessible overview of hydrogeological processes.
- Porges, Robert E. & Hammer, Matthew J., 2001. The Compendium of Hydrogeology, National Ground Water Association, ISBN 1-56034-100-9. Written by practicing hydrogeologists, this inclusive handbook provides a concise, easy-to-use reference for hydrologic terms, equations, pertinent physical parameters, and acronyms
- Todd, David Keith, 1980. Groundwater Hydrology Second Edition, John Wiley & Sons. — Case studies and real-world problems with examples. ISBN 0-471-87616-X
- Fetter, C.W. Contaminant Hydrogeology Second Edition, Prentice Hall.  ISBN 0-13-751215-5
- Fetter, C.W. Applied Hydrogeology Fourth Edition, Prentice Hall.  ISBN 0-13-088239-9

### Mô hình số nước dưới đất
- Anderson, Mary P. & Woessner, William W., 1992 Applied Groundwater Modeling, Academic Press. — An introduction to groundwater modeling, a little bit old, but the methods are still very applicable. ISBN 0-12-059485-4
- Chiang, W.-H., Kinzelbach, W., Rausch, R. (1998): Aquifer Simulation Model for WINdows - Groundwater flow and transport modeling, an integrated program. - 137 p., 115 fig., 2 tab., 1 CD-ROM; Berlin, Stuttgart (Borntraeger). ISBN 3-443-01039-3
- Elango, L and Jayakumar, R (Eds.)(2001) Modelling in Hydrogeology, UNESCO-IHP Publication, Allied Publ., Chennai,  ISBN 81-7764-218-9
- Rausch, R., Schäfer W., Therrien, R., Wagner, C., 2005 Solute Transport Modelling - An Introduction to Models and Solution Strategies. - 205 p., 66 fig., 11 tab.; Berlin, Stuttgart (Borntraeger). ISBN 3-443-01055-5
- Rushton, K.R., 2003, Groundwater Hydrology: Conceptual and Computational Models. John Wiley and Sons Ltd. ISBN 0-470-85004-3
- Wang H. F., Theory of Linear Poroelasticity with Applications to Geomechanics and Hydrogeology, Princeton Press, (2000).
- Waltham T., Foundations of Engineering Geology, 2nd Edition, Taylor & Francis, (2001).
- Zheng, C., and Bennett, G.D., 2002,  Applied Contaminant Transport Modeling Second Edition, John Wiley & Sons — A very good, modern treatment of groundwater flow and transport modeling, by the author of MT3D. ISBN 0-471-38477-1

### Mô hình phân tích nước dưới đất
- Haitjema, Henk M., 1995. Analytic Element Modeling of Groundwater Flow, Academic Press. — An introduction to analytic solution methods, especially the Analytic element method (AEM). ISBN 0-12-316550-4
- Harr, Milton E., 1962. Groundwater and seepage, Dover. — a more civil engineering view on groundwater; includes a great deal on flownets. ISBN 0-486-66881-9
- Kovacs, Gyorgy, 1981. Seepage Hydaulics, Developments in Water Science; 10. Elsevier. - Conformal mapping well explained. ISBN 0-444-99755-5, ISBN 0-444-99755-5 (series)
- Lee, Tien-Chang, 1999. Applied Mathematics in Hydrogeology, CRC Press. — Great explanation of mathematical methods used in deriving solutions to hydrogeology problems (solute transport, finite element and inverse problems too). ISBN 1-56670-375-1
- Liggett, James A. & Liu, Phillip.L-F., 1983. The Boundary Integral Equation Method for Porous Media Flow, George Allen and Unwin, London. — Book on BIEM (sometimes called BEM) with examples, it makes a good introduction to the method. ISBN 0-04-620011-8

## Các nguồn mở rộng
- International Association of Hydrogeologists — worldwide association for groundwater specialists.
- UK Groundwater Forum — Groundwater in the UK
- Centre for Groundwater Studies — Groundwater Education and Research.
- EPA drinking water standards — the maximum contaminant levels (mcl) for dissolved species in US drinking water.
- US Geological Survey water resources homepage — a good place to find free data (for both US surface water and groundwater) and free groundwater modeling software like MODFLOW.
- US Geological Survey TWRI index — a series of instructional manuals covering common procedures in hydrogeology. They are freely available online as PDF files.
- International Ground Water Modeling Center (IGWMC) Lưu trữ ngày 9 tháng 12 năm 2008 tại Wayback Machine — an educational repository of groundwater modeling software which offers support for most software, some of which is free.
- The Hydrogeologist Time Capsule — a video collection of interviews of eminent hydrogeologists who have made a material difference to the profession.
- IGRAC International Groundwater Resources Assessment Centre Lưu trữ ngày 23 tháng 7 năm 2011 tại Wayback Machine
- US Army Geospatial Center Lưu trữ ngày 1 tháng 8 năm 2012 tại archive.today — For information on OCONUS surface water and groundwater.
- HydroOffice.org list of free/commercial tools for Hydrogeology